# Philippine von Edelsberg

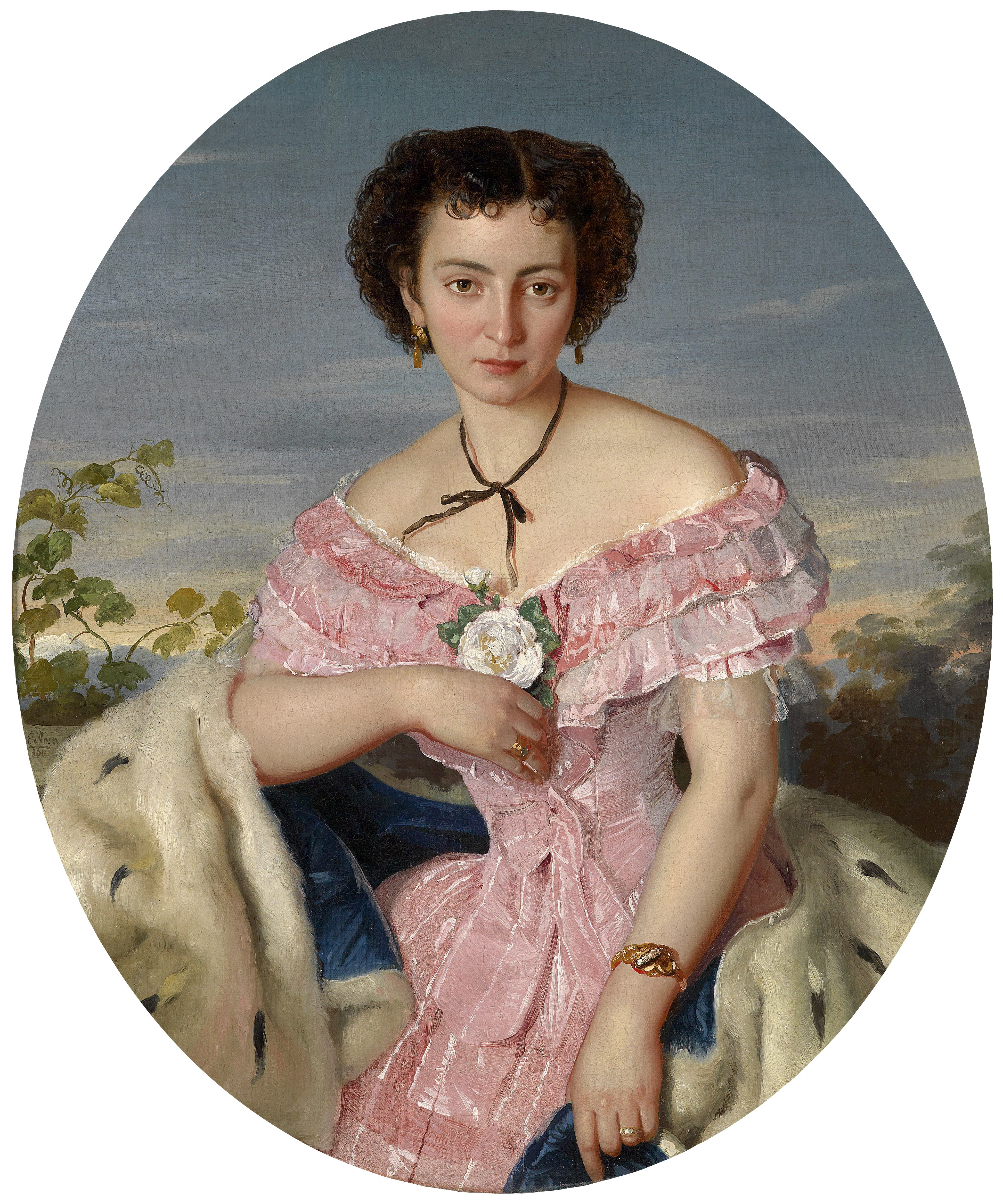
Ernst Christian Moser: Porträt der Sängerin Philippine von Edelsberg, 1860

Philippine von Edelsberg, auch Filippine Leocadia von Edelsberg (* 19. Oktober 1838 in Leopoldsdorf im Marchfelde, Niederösterreich; † 15. August 1917 in Mödling, Niederösterreich) war eine österreichische Opernsängerin.

## Leben
Philippine Edelsberg debütierte 1857 am Theater von Preßburg, wechselte 1858 nach Graz und 1860 nach Linz. 1862 wurde sie Mitglied des Ensembles der Münchener Hofoper, 1865 wechselte sie an die Berliner Hofoper, wo sie bis 1867 sang. In der Folge gastierte sie u. a. in Köln, Leipzig, Prag, Paris, Brüssel, Zagreb, am Convent Garden Theatre in London, an der Wiener Hofoper, der Mailänder Scala und 1871 auch in New Orleans (USA).
Als Gattin des in Abbazia praktizierenden Kurarztes Alois von Ambrosz (1847–1903) lebte sie die letzten Jahre  als Philippine von Ambrosz-Edelsberg in Mödling, wo sie auch bestattet wurde. Das Grab ist allerdings nicht mehr erhalten.

## Rollen
(Auswahl)
- Auber: Le domino noir – Angela
- Bellini: I Capuleti ed i Montecchi – Romeo
- Donizetti: La favorite – Leonor
- Donizetti: Lucrezia Borgia – Maffio Orsini
- Gluck: Orfeo ed Euridice – Orfeo
- Meyerbeer: Le prophète – Fidès
- Nicolai: Die lustigen Weiber von Windsor – Frau Reich
- Domenico Perelli: Viola Pisani – Fillide (Uraufführung)[4]
- Rossini: Il barbiere di Siviglia – Rosina
- Verdi: Un ballo in maschera – Ulrica
- Verdi: Il trovatore – Azucena
- Wagner: Lohengrin – Ortrud